# Sokratikerbriefe
Sokratikerbriefe ist die gebräuchliche Kurzbezeichnung für eine Sammlung von Briefliteratur griechischer Autoren des 2. oder 3. Jahrhunderts.
Die kunstvolle Ausarbeitung erfundener Briefe unter dem Namen angesehener Philosophen des Altertums war eine in der griechischen Literatur der Kaiserzeit verbreitete rhetorische Übung.  Als Verfasser figurieren Sokrates und verschiedene seiner Schüler (z. B. Aristipp). Die Sammlung ist philologisch und editorisch noch nicht abschließend erschlossen. Ob sie dem 2. oder 3. Jahrhundert zuzuordnen ist, ist ebenfalls noch ungeklärt.
Die älteste und wichtigste Handschrift, aus der alle anderen Textzeugen abgeschrieben sind, ist der Codex Vaticanus Graecus 64 (ca. 1270). Dieser Kodex enthält eine Sammlung solcher Briefe unter dem Titel: Die Briefe des Sokrates und der Sokratiker.

## Ausgaben
- Friedrich Wilhelm August Mullach: Fragmenta philosophorum graecorum. Paris 1860–81. Neudruck: Scientia Verlag, Aalen 1968.